# Bibliotheek van de Sint-Bernardusabdij te Bornem

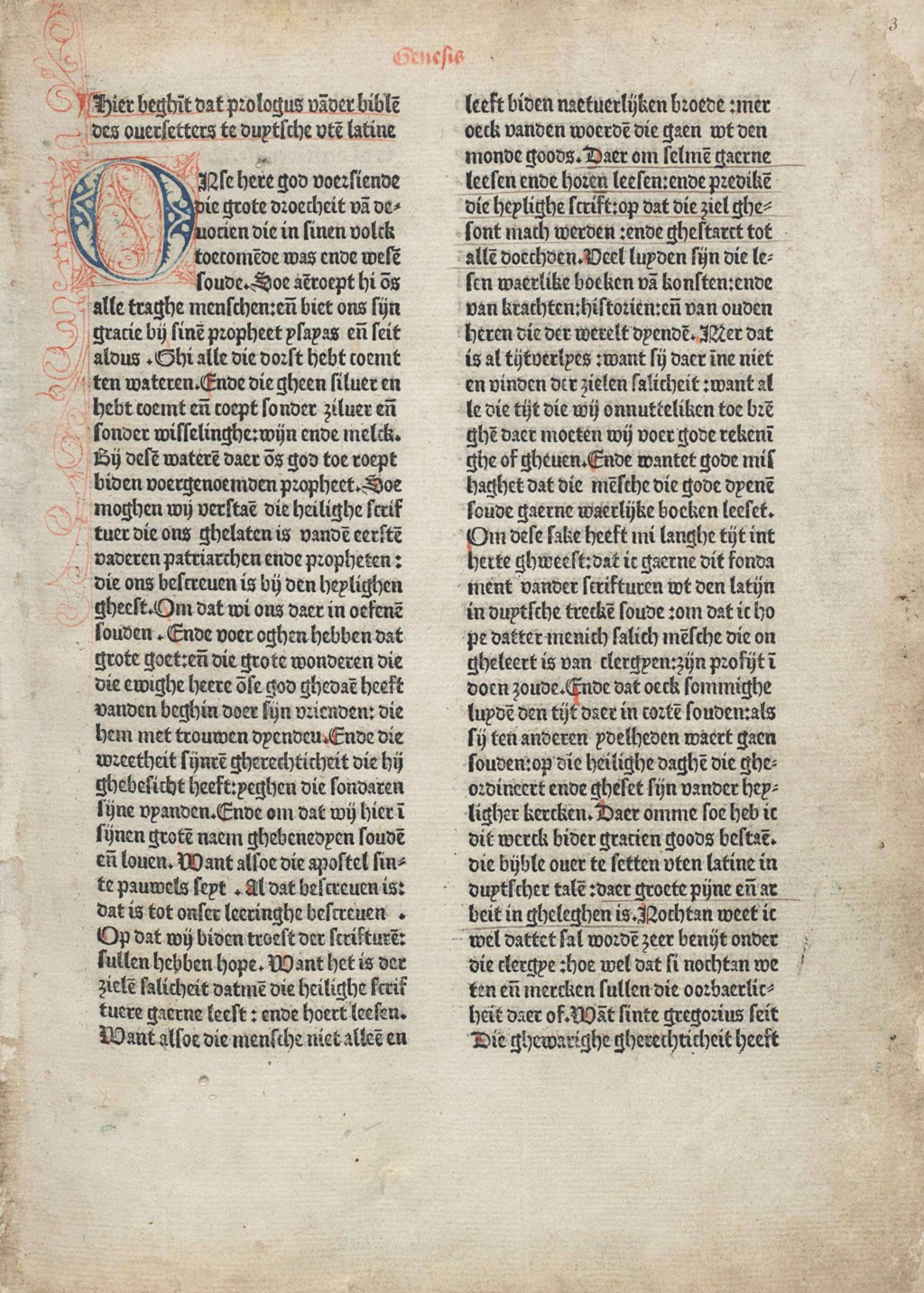
Proloog van de Delftse Bijbel uit 1477

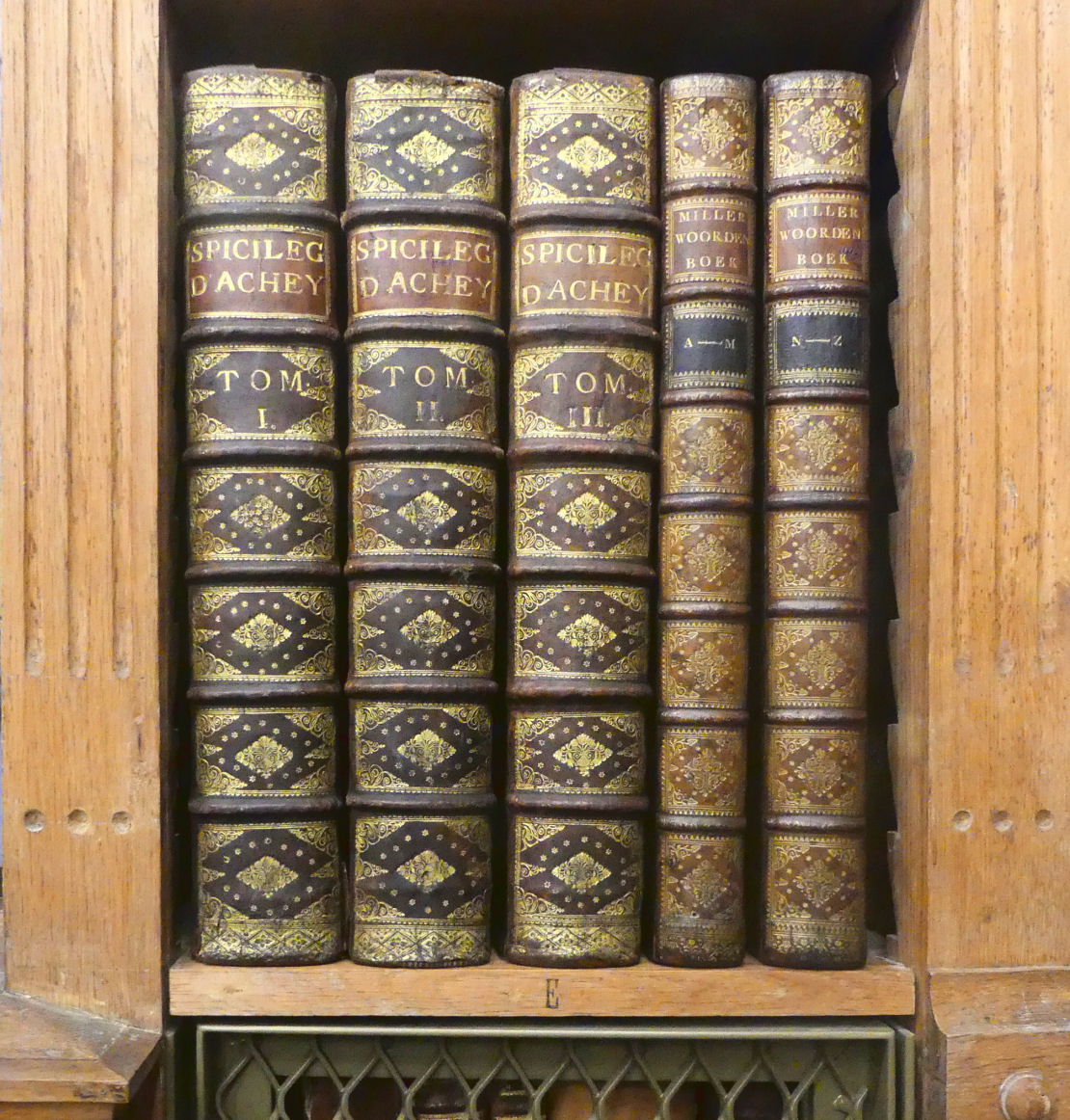
Oude werken, 17e eeuw.

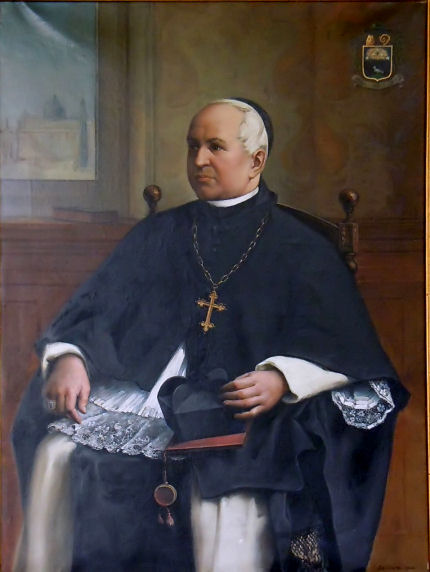
Dom Henricus Smeulders, bibliothecaris en later ordinis procurator generalis te Rome.

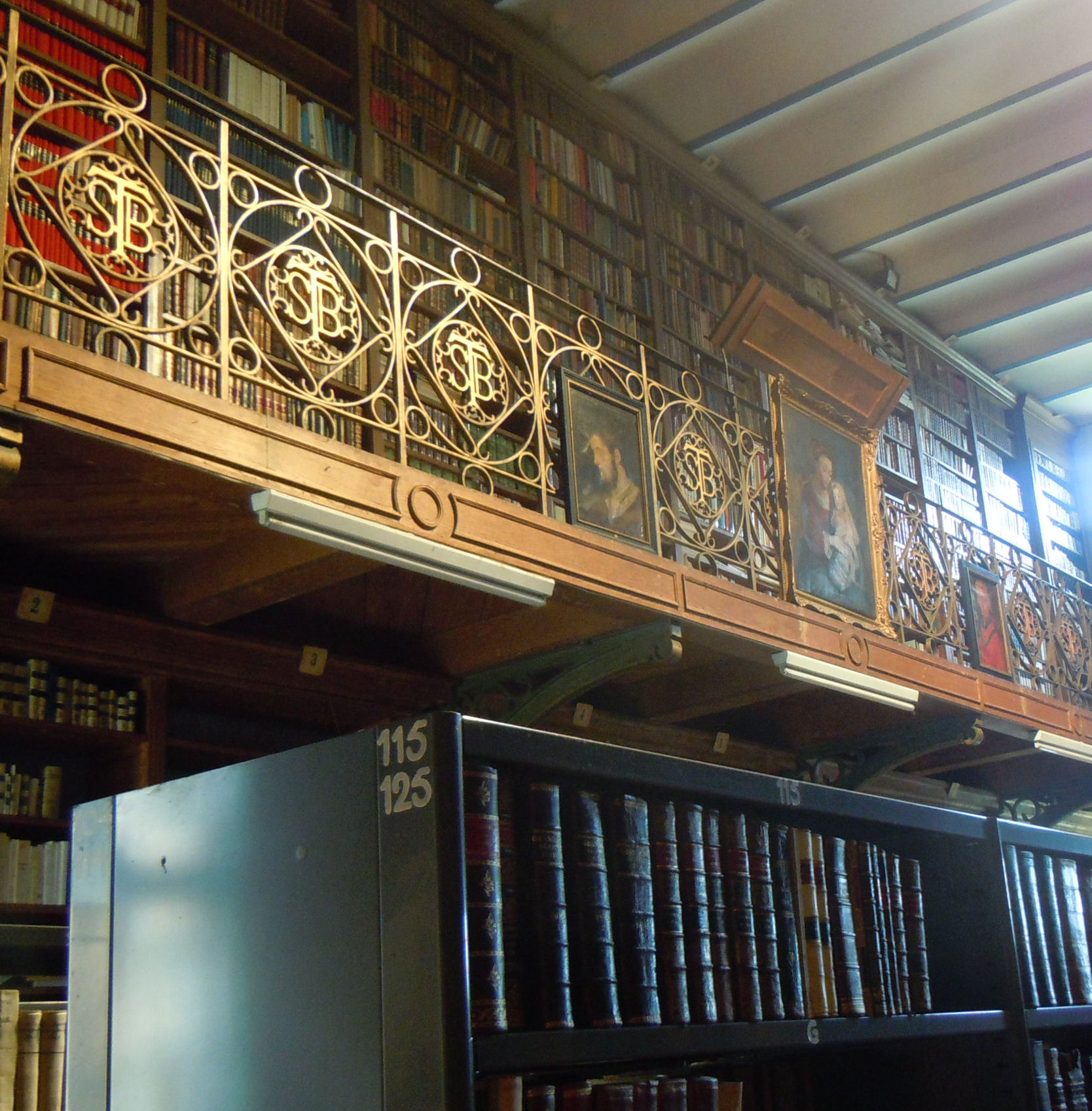
Zicht op de bibliotheek

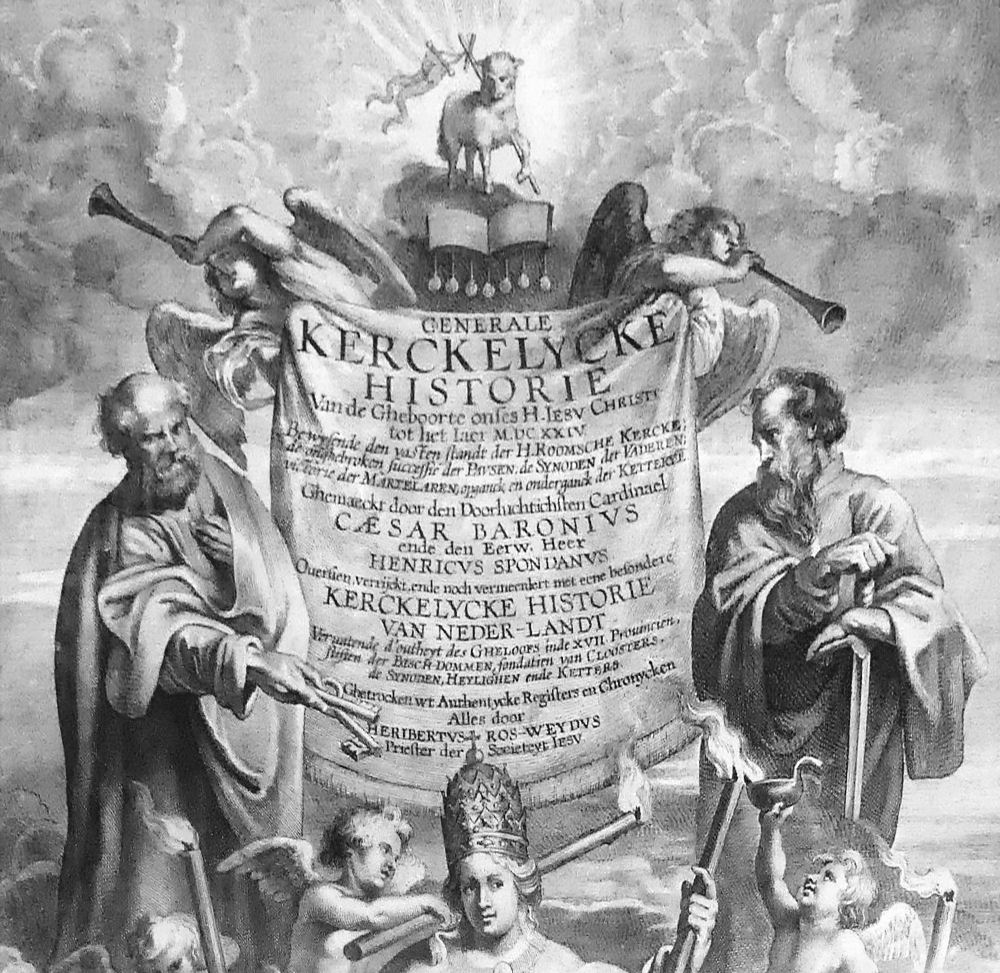
Baronius: Generale Kerckelycke Historie.

De Bibliotheek van de Sint-Bernardusabdij te Bornem is een van de belangrijkste erfgoedbibliotheken van de provincie Antwerpen in België. De collectie bevat meer dan 35.000 werken waaronder een belangrijk aantal handschriften, incunabelen en postincunabelen. De bibliotheek bevat onder meer een belangrijk aantal oude drukken over de Heilige Bernardus en de Cisterciënzerorde.
Zoals in vele kloosterbibliotheken kan men ook in de bibliotheek van Sint-Bernardus in Bornem de "hel" terugvinden. Dit was het onderdeel van de bibliotheek waar verboden, ketterse, immorele of verdachte boeken werden ondergebracht zoals protestantse Bijbels, werken van Erasmus of Jansenius en alles wat niet strookte met de rooms-katholieke orthodoxie. Voor die boeken was het niet de bedoeling dat om het even wie ze vrijelijk kon raadplegen, ze werden dus ook achter slot bewaard en voor de sleutel moest men bij vader abt zijn. In de bibliotheek van Bornem is de hel tot op vandaag bewaard als een aparte kast, afgesloten met kippengaas.
Het devies van de Sint-Bernardusabdij dat eveneens werd overgenomen van de abdij van Hemiksem, luidt: "Aan den oiver gheneer ik mij." Dit kan vertaald worden naar modern Nederlands als "aan de oever vergaar ik mijn voedsel". De oever slaat op de Scheldeoever, waarmee wederom de band tussen de abdijen van Hemiksem en Bornem wordt uitgedrukt. Dit devies met de tekening van een vissende reiger kan men ook als ex libris in een aantal boeken terug vinden.

## Bibliotheek
De bibliotheek heeft twee verdiepingen en is een echte pronkbibliotheek. In de leeszaal van de bibliotheek stonden twee rijen zware houten lezenaars met schuin oplopend blad waarop de zware folianten comfortabel konden gelezen worden. De bibliotheek werd tot juni 2013 ontsierd door metalen rekken die in de leeszaal waren geplaatst om de groei van het boekenbestand op te vangen. Na de geplande restauratie zullen de originele houten lezenaars terug worden geplaatst om zo het originele uitzicht van de bibliotheek te herstellen.

### Algemeen
De meeste kloosterbibliotheken hadden vrij gelijkaardige collecties. Men vond er uiteraard de standaardwerken uit de christelijke literatuur zoals de Bijbel en de werken van de kerkvaders maar daarnaast bevatte een goede kloosterbibliotheek ook de werken van Aristoteles (filosofie en natuurkunde), Cicero (taal en ethiek), Justianus (Romeins recht), Gratianus (canoniek recht) en Galenus (geneeskunde). De bibliotheek stond open voor de monniken en novicen om de nodige achtergrond te verschaffen bij hun studie en opleiding.
Anders dan privéverzamelingen waren abdijbibliotheken niet afhankelijk van het wel en wee van hun eigenaar. Ze gingen niet verloren of werden niet verdeeld tussen de erfgenamen en verspreid bij diens dood, integendeel ze waren zeer stabiel en bleven aangroeien in de loop der tijden. Op die manier konden ze uitgroeien tot ware schatkamers van onze westerse cultuur.
Bij de Franse Revolutie kwam aan die functie een bruusk einde door de opheffing van de kloosterordes en de inbeslagname van hun bezittingen. Dit was rampzalig voor de meeste kloosterbibliotheken. De boeken kwamen (in het beste geval) terecht in openbare bibliotheken of ze werden opgekocht door privé verzamelaars. Een aantal van de werken uit de bibliotheken werd vaak gered door monniken die elders hun onderkomen zochten. Als na de Belgische onafhankelijkheid de kloosters heropgericht worden slagen een aantal bibliofiele abten erin om door aankoop of dankzij schenkingen de kloosterbibliotheek terug te stofferen en opnieuw een waardevolle collectie samen te stellen.

### De bibliotheek van Bornem
Zoals hoger gezegd werd de bibliotheek terug opgestart door de Cisterciënzers van Hemiksem die ongeveer 3.000 volumes meebrachten van de 10.000 die de bibliotheek van Sint-Bernardus in Hemiksem er in het midden van de achttiende eeuw, voor de Franse revolutie, moet geteld hebben. Gelukkiglijk was de eerste helft van de 19e eeuw een gedroomde periode om een bibliotheek op te bouwen. De boeken uit de door de Franse revolutionairen opgeheven kloosters kwamen massaal op de markt zodat bibliofielen voor relatief weinig geld een prachtige verzameling konden opbouwen. Pater Raphael Antoine, de laatste provisor van Sint-Bernardus in Hemiksem was in Antwerpen bij zijn zuster blijven wonen en slaagde erin veel boeken en handschriften te bemachtigen. De verzameling incunabels van de abdijbibliotheek werd in die periode door aankoop of schenking verworven.
Geleerde bibliothecarissen zoals pater Edmundus de Fierlant en pater Benedictus van Doninck bouwden het boekenbezit van de abdij verder uit en stelden een degelijke verzameling samen met talrijke zeldzame werken. De verzameling van werken over de Cisterciënzerorde vestigden de faam van de Bibliotheek. Beide bibliothecarissen publiceerden trouwens zelf. Van pater Edmundus de Fierlant kennen we een Nederlandse vertaling van de Regel van Benedictus en pater Benedictus van Doninck publiceerde een aantal geschiedkundige studies over de abdij.
De huidige bibliotheek van de Sint-Bernardusabdij in Bornem bevat vandaag dan ook een vrij unieke collectie met uiteraard een groot aantal werken over de christelijke leer, theologie en liturgie met daarnaast de klassieke werken van Aristoteles, Cicero, Justianus, Gratianus en Galenus die in veel bibliotheken zijn terug te vinden. Maar ook de wetenschappen zijn goed vertegenwoordigd.
Enkele bijzondere werken zijn onder meer:
- De Nederduytse Bijbel, in twee delen, Delft 1477. Het is het eerste gedrukte Nederlandstalige boek, een vertaling van het Oude Testament, ‘gemaect te Delf in Hollant mitter hulpen gods ende by ons Jacob Jacobs Soen ende Mauritius Yemands Zoen van Middelborch ter eeren Gods ende tot stichticheit ende lerynghe der kersten gheloovighen menschen’. De tekst gaat terug op de zgn. Historiebijbel van 1360, die in Vlaanderen werd vervaardigd. Die historiebijbel werd vertaald in een klooster in Herne ten zuidwesten van Brussel, door de Bijbelvertaler van 1360. Deze vertaler werd recent geïdentificeerd als prior Petrus Naghel,[7] maar deze toewijzing is nog omstreden.
- Het ‘Manuele Pietatis’ is een bijzonder mooi handschrift geschreven door Marcus Cruyt, abt van Sint-Bernardus in Hemiksem tussen 1518 en 1536.[3]
- De Franse Encyclopédie, een van de bekendste werken binnen de vroege encyclopedieën geredigeerd en voor een deel geschreven door Diderot
- De Blaeu Atlassen uit het begin van de zeventiende eeuw.

De schattingen van het aantal werken in de bibliotheek lopen nogal uiteen. Volgens de ‘Vlaamse Erfgoedbibliotheek’ bevat de bibliotheek tweehonderd vijftig handschriften, twintig incunabelen, tachtig postincunabelen, vijfduizend boeken van voor 1830 en veertigduizend boeken van na die datum. Marcus daarentegen heeft het over vierhonderd vijftig handschriften. De eerste nieuwsbrief over het project voor schoonmaak, registratie, opslag en restauratie vermeldt meer dan dertigduizend banden waarvan driehonderd handschriften, een twintigtal incunabelen en een veertigtal postincunabelen. Een telling in het kader van de inventarisatie die actueel aan de gang is kwam uit op ca. 34.000 banden.

## Bibliothecarissen
Sinds de Franse revolutie werd de bibliotheek beheerd door de volgende bibliothecarissen:
- Nivardus Sandeling. (+1853)
- Henricus Smeulders (1858-1865): ordinis procurator generalis te Rome.
- Edmundus de Fierlant (1865-1895).
- Benedictus Van Doninck (1895-1922)
- Gosuinus de Ronde (1922-1931).
- Hugo Groenendaal (1931-1948)
- Stephanus Dirne (1948-1957)
- Petrus Timmermans (1957-1965)
- Bernardus Verlijsdonck (1965- 1967)
- Leo Van Schaverbeeck, de huidige abt (1967-1982)
- Lambertus Van Aaken (1982)

## Het restauratieproject

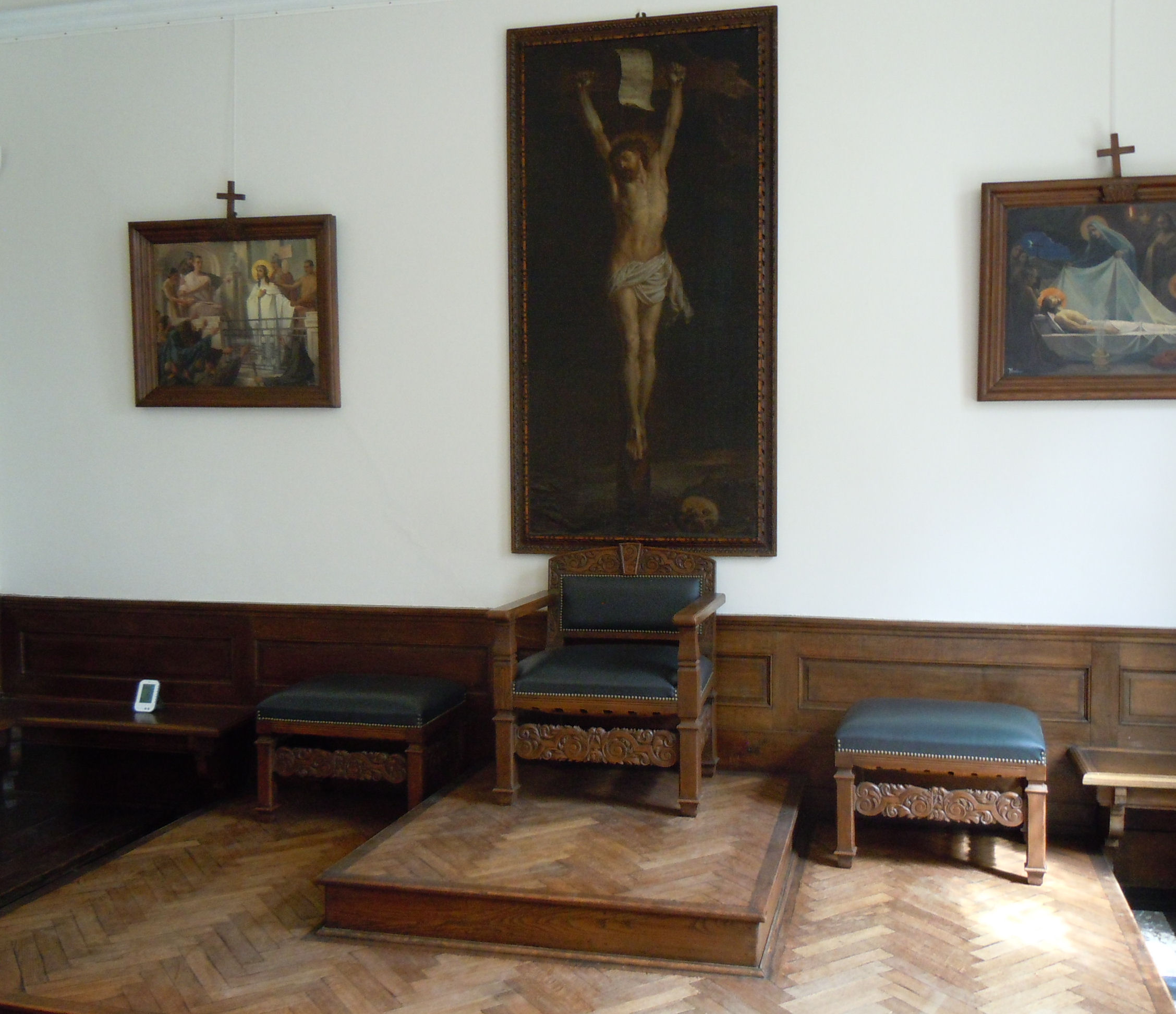
Kapittelzaal - tijdelijk de werkplaats voor de vrijwilligers die deelnemen aan het schoonmaken van de boeken en aan de inventarisatie in het kader van het restauratieproject.

In het kader van de restauratie van het ganse abdijcomplex zal ook de bibliotheek onder handen genomen worden. Gezien de vocht- en schimmelproblemen die in de bibliotheek werden vastgesteld werd dit hoe langer hoe meer noodzakelijk om dit waardevolle erfgoed te beschermen en optimaal te bewaren. De abdij diende, hierbij geassisteerd door het Centrum voor Religieuze Kunst en Cultuur (CRKC), een subsidiedossier in bij de provincie Antwerpen voor de restauratie van de boekencollectie. Op 6 januari 2012 werd deze subsidie door de provincie goedgekeurd, wat zal toelaten een deel van het project te financieren.
In een eerste fase worden de werken van de bibliotheek gereinigd, geïnventariseerd en verpakt om vervolgens te worden opgeslagen in een depot tijdens de werken aan de bibliotheek. Op 30 april 2014 werd het 34.757ste en laatste boek uit de bibliotheek gehaald, maar de eerste fase is nog niet beëindigd, ook de boeken die elders in de abdij werden opgeslagen moeten nog geïnventariseerd worden. Na de restauratie van de gebouwen zullen de boeken hun oude plaats terugvinden.